# ییرژی دینزبیر
ییرژی دینزبیر (چکی: Jiří Dienstbier; ۲۰ آوریل ۱۹۳۷ – ۸ ژانویهٔ ۲۰۱۱) سیاستمدار و روزنامه‌نگار اهل کشور جمهوری چک بود. او که در کلادنو به دنیا آمد، یکی از معتبرترین خبرنگاران خارجی چکسلواکی بود تا اینکه پس از بهار پراگ اخراج شد. او که نمی‌توانست به عنوان روزنامه‌نگار امرار معاش کند، تا دو دهه بعد به عنوان سرایدار مشغول به کار شد. در طول این مدت، او به‌طور مخفیانه روزنامه سرکوب شده «Lidové noviny» را احیا کرد.
پس از پایان حکومت کمونیستی در سال ۱۹۸۹، او اولین وزیر امور خارجه غیرکمونیست کشور در طی چهار دهه شد و این سمت را تا سال ۱۹۹۲ حفظ کرد. در سال ۲۰۰۸ به عضویت مجلس سنای چک در منطقه کلادنو انتخاب شد. او در پراگ درگذشت.

## جوایز
وی برندهٔ جوایزی همچون لژیون دونور شده‌است.